# Lista de episódios de Re:Zero

Pôster da 1 temporada do anime. Personagens: Subaru Natsuki no meio, Felt no canto inferior direito, Beatrice no canto esquerdo inferior, Emilia e seu amigo em forma de gato Puck no canto superior esquerdo, Ram (cabelo rosa) e Rem (cabelo azul) no canto superior direito.

A televisão anime Re:Zero Kara Hajimeru Isekai Seikatsu é uma adaptação de uma série de romances leves escrita por Tappei Nagatsuki e ilustrada por Shinichirou Otsuka. 
A adaptação foi anunciada por Kadokawa em julho de 2015. A série é dirigida por Masaharu Watanabe e escrita por Masahiro Yokotani, com animação do estúdio White Fox . Kyuta Sakai está atuando como designer de personagens e como diretor de animação.
A série de 25 episódios foi ao ar de 4 de abril de 2016  a 19 de setembro de 2016, com um primeiro episódio prolongado de 50 minutos. Foi transmitido na TV Tóquio, TV Osaka, TV Aichi e AT-X. A série foi transmitida em simulador pela Crunchyroll.
A série foi licenciada pela Anime Limited no Reino Unido.
Uma série de curtas com versões em estilo chibi dos personagens, intituladas Re:Zero − Starting Break Time From Zero (Re:ゼロから始める休憩時間(ブレイクタイム), Re:Zero kara Hajimeru Break Time) Re:Zero − Starting Break Time From Zero (Re:ゼロから始める休憩時間(ブレイクタイム), Re:Zero kara Hajimeru Break Time)  e produzido pelo Studio Puyukai, exibido no ar no AT-X após cada episódio da série, a partir de 8 de abril de 2016. Foi substituído por uma nova série de curtas, intitulada Re:Petit − Starting Life in Another World from Petit (Re:プチから始める異世界生活, Re:Puchi kara Hajimeru Isekai Seikatsu) , que começou a ser exibida em 24 de junho de 2016.  Crunchyroll adquiriu os direitos de transmissão para os dois curtas. 
Em 23 de março de 2019, foi anunciado que uma segunda temporada estava em produção. O elenco e a equipe reprisaram seus papéis na segunda temporada. Ele estreou em 8 de julho de 2020. A segunda temporada está sendo lançada em formato split-cour, com a segunda metade prevista para janeiro de 2021. Antes da estreia da segunda temporada, uma versão editada da primeira temporada foi ao ar a partir de 1º de janeiro de 2020 no AT-X e em outros canais, com a versão editada recapitulando a primeira temporada em episódios de uma hora. Ele também incluiu novas imagens.

## Lista de episódios

### 1º Temporada (2016)
| Número | Episódio | Título                                                   | Dirigido por                    | Escrito por       | Exibição original    |
| ------ | -------- | -------------------------------------------------------- | ------------------------------- | ----------------- | -------------------- |
| 1      | 1        | "O Fim do Começo e o Começo do Fim"                      | Masaharu Watanabe               | Masahiro Yokotani | 4 de abril de 2016   |
| 2      | 2        | "Reunião com a Bruxa"                                    | Masahiro Shinohara              | Masahiro Yokotani | 11 de abril de 2016  |
| 3      | 3        | "Começando a Vida do Zero em Outro Mundo"                | Kazuomi Koga                    | Masahiro Yokotani | 16 de abril de 2016  |
| 4      | 4        | "A Família Feliz da Mansão Roswaal"                      | Yoshinobu Tokumoto              | Masahiro Yokotani | 25 de abril de 2016  |
| 5      | 5        | "A Manhã da Nossa Promessa Ainda Está Longe"             | Daisuke Takashima               | Masahiro Yokotani | 2 de maio de 2016    |
| 6      | 6        | "O Som das Correntes"                                    | Hideyo Yamamoto                 | Yoshiko Nakamura  | 9 de maio de 2016    |
| 7      | 7        | "O Recomeço de Natsuki Subaru"                           | Yoshito Mikamo                  | Yoshiko Nakamura  | 16 de maio de 2016   |
| 8      | 8        | "Chorei, Chorei Até Ficar sem Ar, Então Parei de Chorar" | Manabu Okamoto                  | Masahiro Yokotani | 23 de maio de 2016   |
| 9      | 9        | "O Significado da Coragem"                               | Hiroyuki Tsuchiya               | Yoshiko Nakamura  | 30 de maio de 2016   |
| 10     | 10       | "Métodos Fanáticos Como o de Um Demônio"                 | Yoshinobu Tokumoto              | Masahiro Yokotani | 6 de junho de 2016   |
| 11     | 11       | "Rem"                                                    | Daigo Yamagishi                 | Masahiro Yokotani | 13 de junho de 2016  |
| 12     | 12       | "Retorno à Capital"                                      | Daisuke Takashima               | Masahiro Yokotani | 20 de junho de 2016  |
| 13     | 13       | "Cavaleiro Autointitulado Natsuki Subaru"                | Kazuomi Koga                    | Masahiro Yokotani | 27 de junho de 2016  |
| 14     | 14       | "A Doença Chamada Desespero"                             | Mamoru Taisuke                  | Eiji Umehara      | 4 de junho de 2016   |
| 15     | 15       | "A Face da Loucura"                                      | Hiroyuki Tsuchiya               | Eiji Umehara      | 11 de junho de 2016  |
| 16     | 16       | "A Ganância de Um Porco"                                 | Yoshinobu Tokumoto              | Yoshiko Nakamura  | 18 de junho de 2016  |
| 17     | 17       | "Desgraça ao Extremo"                                    | Yoshito Mikamo                  | Yoshiko Nakamura  | 25 de junho de 2016  |
| 18     | 18       | "Do Zero"                                                | Kazuomi Koga                    | Yoshiko Nakamura  | 1 de julho de 2016   |
| 19     | 19       | "Batalha Contra a Baleia Branca"                         | Daisuke Takashima               | Eiji Umehara      | 8 de julho de 2016   |
| 20     | 20       | "Wilhelm van Astrea"                                     | Hiroyuki Tsuchiya               | Eiji Umehara      | 15 de julho de 2016  |
| 21     | 21       | "Uma Aposta Que Desafia o Desespero"                     | Yoshinobu Tokumoto              | Eiji Umehara      | 22 de julho de 2016  |
| 22     | 22       | "Um Instante de Preguiça"                                | Mamoru Taisuke, Kenji Takahashi | Masahiro Yokotani | 29 de julho de 2016  |
| 23     | 23       | "Abominável Preguiça"                                    | Yoshinobu Tokumoto              | Masahiro Yokotani | 5 de agosto de 2016  |
| 24     | 24       | "O Cavaleiro Autoproclamado e o Cavaleiro da Piedade"    | Yoshito Mikamo                  | Yoshiko Nakamura  | 12 de agosto de 2016 |
| 25     | 25       | "E é Sobre Isso Que Essa História se Trata"              | Masaharu Watanabe               | Masahiro Yokotani | 19 de agosto de 2016 |

### 2º Temporada (2020–21)
| Número | Episódio | Título                                         | Dirigido por                         | Escrito por       | Exibição original       |
| ------ | -------- | ---------------------------------------------- | ------------------------------------ | ----------------- | ----------------------- |
| 26     | 1        | "A promessa de cada um"                        | Naoko Takeichi,Masaharu Watanabe     | Masahiro Yokotani | 8 de julho de 2020      |
| 27     | 2        | "O próximo local"                              | Hiroyuki Tsuchiya, Masaharu Watanabe | Yoshiko Nakamura  | 15 de julho de 2020     |
| 28     | 3        | "A tão esperada reunião"                       | Kenichi Kawamura, Masaharu Watanabe  | Eiji Umehara      | 22 de julho de 2020     |
| 29     | 4        | "Pai e filho"                                  | Yoshito Mikamo, Masaharu Watanabe    | Yoshiko Nakamura  | 29 de julho de 2020     |
| 30     | 5        | "Um passo à frente"                            | Baito Akai, Tomoyuki Kurokawa        | Masahiro Yokotani | 5 de agosto de 2020     |
| 31     | 6        | "O Envangelho da Garota"                       | Kazuhiro Ozawa                       | Yoshiko Nakamura  | 12 de agosto de 2020    |
| 32     | 7        | "Amigo"                                        | Hiroyuki Tsuchiya, Hiroyuki Shimazu  | Yoshiko Nakamura  | 19 de agosto de 2020    |
| 33     | 8        | "O Valor da Vida"                              | Kenichi Kawamura, Baito Akai         | Eiji Umehara      | 26 de agosto de 2020    |
| 34     | 9        | "Amo Amo Amo Amo Amo Amo Você"                 | Hiroyuki Tsuchiya, Masayuki Sakoi    | Yoshiko Nakamura  | 2 de setembro de 2020   |
| 35     | 10       | "Eu conheço o inferno"                         | Yoshito Mikamo, Hiroyuki Shimazu     | Masahiro Yokotani | 9 de setembro de 2020   |
| 36     | 11       | "O Sabor da Morte"                             | Kazuhiro Ozawa, Baito Akai           | Yoshiko Nakamura  | 16 de setembro de 2020  |
| 37     | 12       | "A Festa do Chá das Bruxas"                    | Hiroyuki Tsuchiya, Masaharu Watanabe | Masahiro Yokotani | 23 de setembro de 2020  |
| 38     | 13       | "O som que me dá vontade de chorar"            | Kazuomi Koga, Akira Nishimori        | Eiji Umehara      | 30 de setembro de 2020  |
| 39     | 14       | "Aposta Direta"                                | Hiroyuki Tsuchiya                    | Yoshiko Nakamura  | 6 de janeiro de 2021    |
| 40     | 15       | "Otto Suwen/Razão para Acreditar"              | Kazuhiro Ozawa                       | Yoshiko Nakamura  | 13 de janeiro de 2021   |
| 41     | 16       | "Não Dá Pra Levantar uma Pedra Quayne Sozinho" | Kazuomi Koga                         | Eiji Umehara      | 20 de janeiro de 2021   |
| 42     | 17       | "Jornada Pelas Memórias"                       | Takashi Sakuma                       | Masahiro Yokotani | 27 de janeiro de 2021   |
| 43     | 18       | "O Dia Que Beteugeuse Riu"                     | Yoshito Mikamo                       | Masahiro Yokotani | 3 de fevereiro de 2021  |
| 44     | 19       | "O Gelo Perene da Floresta Elior"              | Hiroyuki Tsuchiya                    | Masahiro Yokotani | 10 de fevereiro de 2021 |
| 45     | 20       | "O Começo do Santuário e o Começo do Colapso"  | Kazuomi Koga                         | Masahiro Yokotani | 17 de fevereiro de 2021 |
| 46     | 21       | "A Reunião dos Rugidos"                        | Takashi Sakuma                       | Yoshiko Nakamura  | 24 de fevereiro de 2021 |
| 47     | 22       | "A Felicidade Refletida na Superfície da Água" | Hiroyuki Tsuchiya                    | Eiji Umehara      | 3 de março de 2021      |
| 48     | 23       | "Ame Até Meu Sangue e Entranhas"               | Kazuomi Koga                         | Eiji Umehara      | 10 de março de 2021     |
| 49     | 24       | "Me Escolha"                                   | Kazuhiro Ozawa                       | Yoshiko Nakamura  | 17 de março de 2021     |
| 50     | 25       | "Um Passo Imprudente Sob a Lua"                | Kazuhiro Ozawa                       | Yoshiko Nakamura  | 24 de março de 2021     |

### 3º Temporada (2024–25)
| Número | Episódio | Título                                              | Dirigido por                                          | Escrito por       | Exibição original       |
| ------ | -------- | --------------------------------------------------- | ----------------------------------------------------- | ----------------- | ----------------------- |
| 51     | 1        | "Malícia Teatral"                                   | Masahiro Shinohara, Hiroyuki Tsuchiya & Risa Suzuki   | Masahiro Yokotani | 2 de outubro de 2024    |
| 52     | 2        | "Um Confronto de Fogo e Gelo"                       | Ichinosuke Akikaze                                    | Yoshiko Nakamura  | 9 de outubro de 2024    |
| 53     | 3        | "O Tigre Deslumbrante"                              | Takashi Nagayoshi                                     | Masahiro Yokotani | 16 de outubro de 2024   |
| 54     | 4        | "Operação: Retomar o Escritório do Governo"         | Hiroyuki Tsuchiya                                     | Eiji Umehara      | 23 de outubro de 2024   |
| 55     | 5        | "Uma Torrente Escura"                               | Kazue Otsuki                                          | Eiji Umehara      | 30 de outubro de 2024   |
| 56     | 6        | "Requisitos do Cavaleiro"                           | Masahiro Shinohara, Ichinosuke Akikaze & Kazue Otsuki | Masahiro Yokotani | 6 de novembro de 2024   |
| 57     | 7        | "O mais novo dos heróis e o mais antigo dos heróis" | Masato Gotō                                           | Yoshiko Nakamura  | 13 de novembro de 2024  |
| 58     | 8        | "Aquele que eu vou amar algum dia"                  | Hidekazu Hara                                         | Yoshiko Nakamura  | 20 de novembro de 2024  |
| 59     | 9        | "Corrida pela Cidade"                               | Ichinosuke Akikaze                                    | Masahiro Yokotani | 5 de fevereiro de 2025  |
| 60     | 10       | "O Plano para Conquistar o Ganância"                | Yasuaki Fujii                                         | Eiji Umehara      | 12 de fevereiro de 2025 |
| 61     | 11       | "Liliana Masquerade"                                | Hiroyuki Tsuchiya                                     | Masahiro Yokotani | 19 de fevereiro de 2025 |
| 62     | 12       | "Regulus Corneas"                                   | Kazue Otsuki                                          | Yoshiko Nakamura  | 26 de fevereiro de 2025 |
| 63     | 13       | "A Comenda do Guerreiro"                            | Masahiro Shinohara                                    | Eiji Umehara      | 5 de março de 2025      |
| 64     | 14       | "Theresia van Astrea"                               | Hinako Masaki                                         | Eiji Umehara      | 12 de março de 2025     |
| 65     | 15       | "Um Jantar Horrível"                                | Ichinosuke Akikaze                                    | Yoshiko Nakamura  | 19 de março de 2025     |
| 66     | 16       | "O Resultado da Batalha por Priestella"             | Mamiko Sekiya                                         | Masahiro Yokotani | 26 de março de 2025     |

## Filmes
| Nu.     | Título            | Diretor           | Roteiro           | Data Original da transmissão |
| ------- | ----------------- | ----------------- | ----------------- | ---------------------------- |
| Filme−1 | "Memory Snow"     | Masaharu Watanabe | Masahiro Yokotani | 6 de outubro de 2018         |
| Filme−2 | "The Frozen Bond" | Masaharu Watanabe | Masahiro Yokotani | 8 de novembro de 2019        |